# Mullingar
Mullingar (An Muileann gCearr en irlandès, que vol dir "el molí de la mà esquerra") és una ciutat d'Irlanda, capital del comtat de Westmeath, a la província de Leinster.

## Història
Mullingar és un assentament antic que data de 560, segons es creu fundat per Sant Colmán de Lann (521-56?).
En 1542 Mullingar va arribar a ser capital del comtat novament establert llavors de Westmeath i es va convertir en el seu centre administratiu.

## Galeria d'imatges

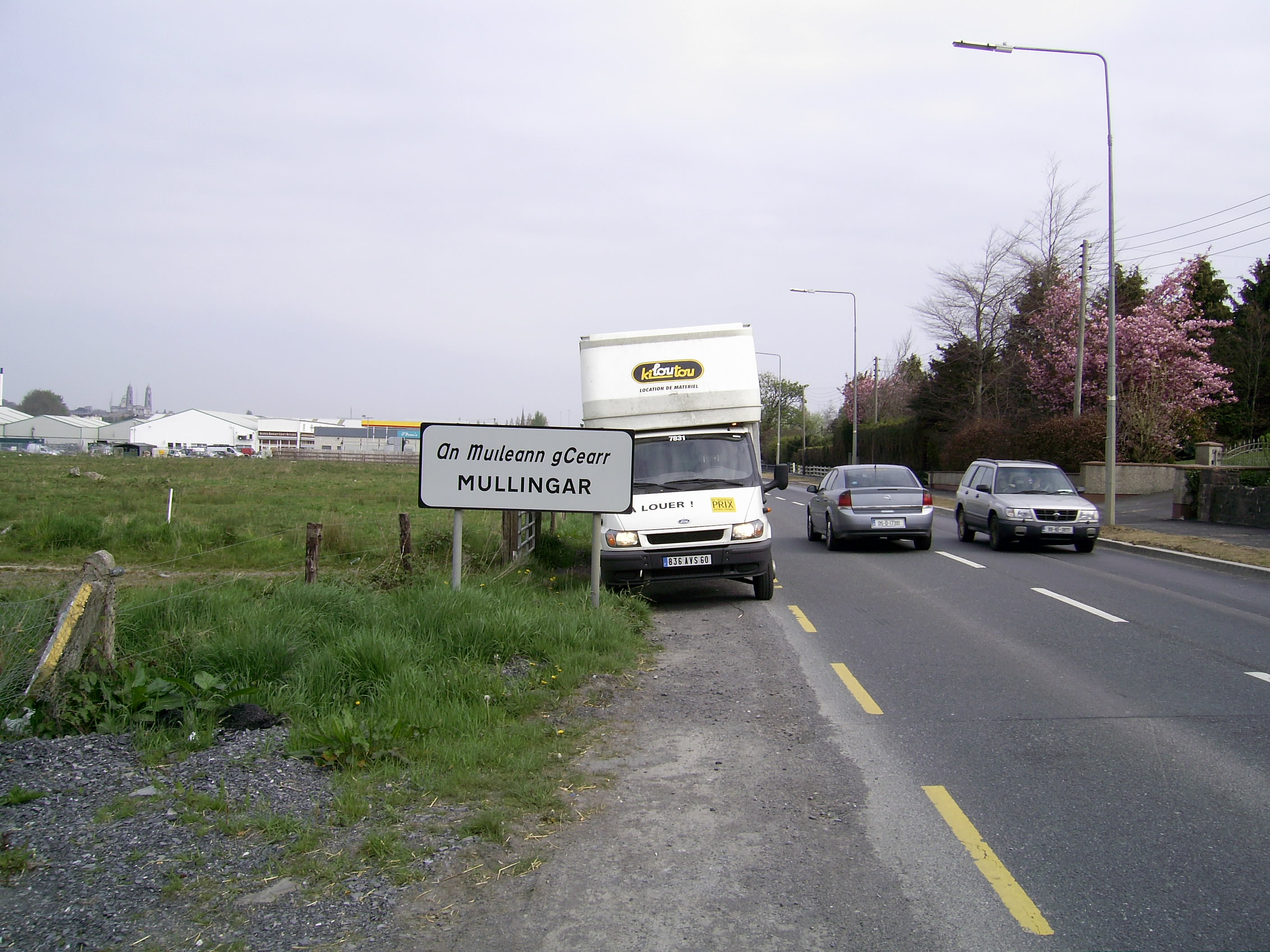
Mullingar
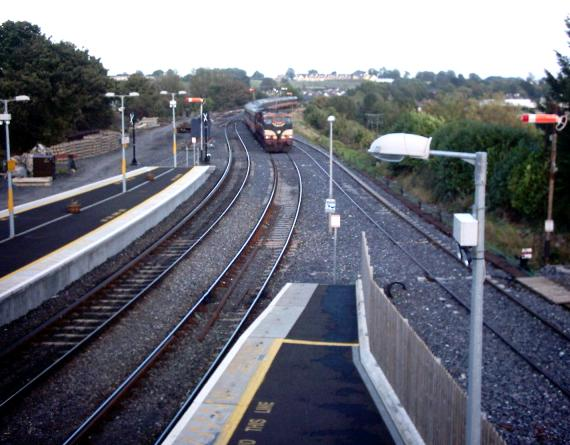
Tren a Dublin
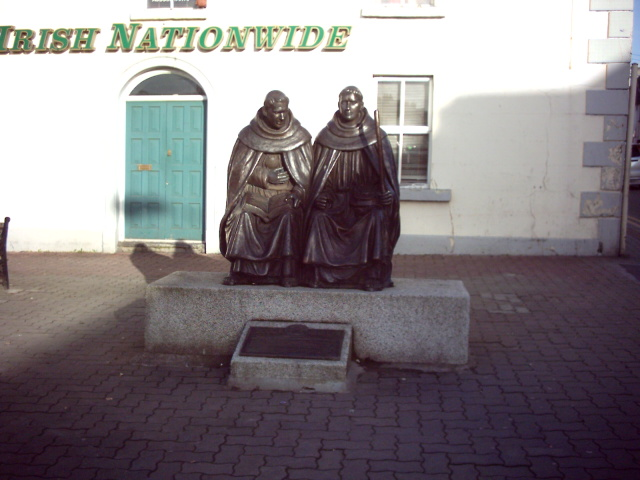
Frares agustins

## Personatges il·lustres
- Niall Horan, cap del grup One Direction.